# Municipio de Straight River
El municipio de Straight River (en inglés: Straight River Township) es un municipio ubicado en el condado de Hubbard en el estado estadounidense de Minnesota. En el año 2010 tenía una población de 726 habitantes y una densidad poblacional de 7,93 personas por km².

## Geografía
El municipio de Straight River se encuentra ubicado en las coordenadas 46°50′28″N 95°6′50″O / 46.84111, -95.11389. Según la Oficina del Censo de los Estados Unidos, el municipio tiene una superficie total de 91.57 km², de la cual 88,91 km² corresponden a tierra firme y (2,91 %) 2,67 km² es agua.

## Demografía
Según el censo de 2010, había 726 personas residiendo en el municipio de Straight River. La densidad de población era de 7,93 hab./km². De los 726 habitantes, el municipio de Straight River estaba compuesto por el 98,9 % blancos, el 0,14 % eran asiáticos, el 0,14 % eran de otras razas y el 0,83 % eran de una mezcla de razas. Del total de la población el 1,38 % eran hispanos o latinos de cualquier raza.